# Коло (издательский дом)
Издательский дом «Ко́ло» — петербургское издательство, выпускающее научную, научно-популярную литературу по истории, архитектуре, искусству и краеведению.

## Общие сведения
Издательство было основано в октябре 2000 года Антоном Вознесенским и Юрием Макусинским.
Среди книг издательства:
- дилогия доктора Матти Клинге «Имперская Финляндия» и «На чужбине и дома» (перевод с финского, 2005)
- «Архитектурные памятники Санкт-Петербурга» (2005) и двухтомная «Архитектура петербургского модерна» Б. М. Кирикова (2006, 2011)
- монография Н. Е. Лансере «Винченцо Бренна» (2006)
- фундаментальный труд В. Г. Лисовского «Санкт-Петербург. Очерки архитектурной истории: в 2 т.» (2009)
- новое, пересмотренное, исправленное и дополненное издание монографии М. В. Нащокиной «Московский модерн» (2011).

### Серия «Памятники архитектуры»
Большую популярность получили фундаментальные тома иллюстрированного аннотированного свода «Памятники архитектуры и истории Санкт-Петербурга», выпущенные издательством в свет по заказу КГИОП («Петроградский район», 2004, и «Василеостровский район», 2006). Том, посвященный памятникам Петроградского района, в 2005 году был отмечен дипломом Ассоциации книгоиздателей России «Лучшая книга года». В 2006—2007 годах проект получил продолжение в работе над томом, посвященным памятникам архитектуры и истории Адмиралтейского района. Третий полутом свода, охватывающий памятники барокко и классицизма, вышел в свет в декабре 2012 г.

### Награды
- Лучшая книга 2004 года[1]
- Лучшая книга 2007 года [2]
- Лучшая книга 2010 года [3]

В 2007 году за вклад в издание литературы по Петербургу издательскому дому «Коло» присуждена Анциферовская премия.